# Loxoconcha dorsotuberculata
Loxoconcha dorsotuberculata är en kräftdjursart som först beskrevs av Brady 1866.  Loxoconcha dorsotuberculata ingår i släktet Loxoconcha och familjen Loxoconchidae. Inga underarter finns listade i Catalogue of Life.